# Rinaldo Bontempi
Renzo Imbeni (ur. 2 stycznia 1944 w Pinerolo, zm. 14 sierpnia 2007) – włoski polityk, samorządowiec i działacz komunistyczny, poseł do Parlamentu Europejskiego III i IV kadencji.

## Życiorys
W 1970 został burmistrzem miejscowości Porte, od 1973 był radnym komunalnym, a od 1975 radnym regionalnym Piemontu. Od 1976 do 1989 pełnił funkcję przewodniczącego frakcji radnych Włoskiej Partii Komunistycznej. W latach 1989–1999 przez dwie kadencje sprawował mandat eurodeputowanego. Po przemianach w partii komunistycznej działał w Demokratycznej Partii Lewicy i Demokratach Lewicy. Po 1999 działał w instytutach i organizacjach pozarządowych.